# Santuario de la Santísima Virgen del Rocío
El  Santuario de la Santísima Virgen del Rocío, es un templo católico, ubicado en el Monte Zhalao, al oeste de la ciudad de Biblian, Provincia de Cañar, Ecuador.

## Historia
La historia del templo se remonta al año 1893 cuando una espantosa sequía afectaba a todo el sector de la región austral, y la gente empezaba a morirse de hambre y es el Párroco de Biblian de ese entonces, el sacerdote Dr. Daniel Muñoz, quien conmocionado por esta situación decide colocar en las alturas del Monte Zhalao una pequeña imagen de la Virgen María. Eran las 06H00 del día sábado 20 de enero de 1894 seguido por algunos moradores que depositan la imagen en una gruta del monte el milagro se dio; cayeron las primeras gotas de lluvia y la gente de todas partes llegaron a agradecer a la Virgen, la devoción se expandió por todas partes. En la actualidad este Santuario es visitado por miles de feligreses.
Desde diferentes sitos de la geografía cantonal de Biblián e incluso desde el Cerro Cojitambo es observable majestuoso el Santuario de la Virgen del Rocío, de cuya construcción podemos decir que en su frente se aprecia las paredes de rocas graníticas, cubiertas con ramilletes de floridas yervecillas de verdes festones silvestres.

## Características y Estilo

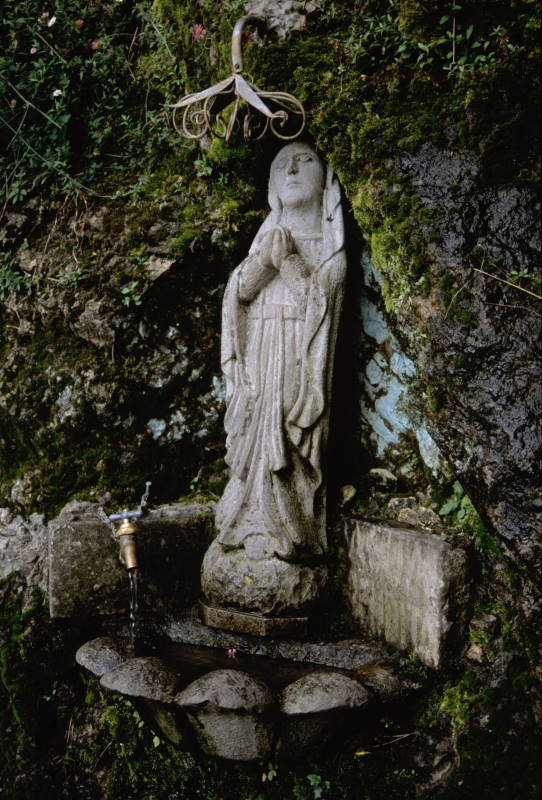
Santuario en Biblian

Es de estilo gótica, que también es refaccionada en una hermosa piedra tallada, única en su especie.
En el interior sobresalen la urna de la virgen. Además unos pocos cuadros de con una gran antigüedad y que posee un inmenso valor y significado espiritual para toda la ciudad de Biblián.
Es también un lugar de senderismo, donde es usado por deportistas para hacer escalada deportiva, donde sobresalen unas escalinatas que salen a la cima del Monte Zhalao, donde se puede divisar la ciudad de Azogues en todo su esplendor y a la vez observar al Monumento Nuestra Señora de la Nube.

### Leyenda
En 1896, durante la Revolución Liberal la imagen de la Virgen del Rocío fue llevada a Cuenca, debido a la guerra entre los Conservadores y Liberales dirigidos por Eloy Alfaro. “La Virgen del Rocío hizo el milagro de terminar con el conflicto del que salieron triunfantes los liberales y protegió a la ciudad por la santa fe del pueblo”.
En honor a ese milagro se ofreció una misa con la participación de los mismos soldados, por ello la designaron como “Señora de la Paz” y otros como; “Señora Liberala o Chapulita”.